# Die Verräterin
Die Verräterin, Untertitel Kriegsdrama aus dem Jahr 1870/71 bzw. Dramatische Kriegsepisode, ist ein deutscher Stummfilm in drei Akten von Urban Gad aus dem Jahr 1911. Er zählt zu den fragmentarisch erhaltenen Filmen des Regisseurs.

## Handlung
Während des Deutsch-Französischen Krieges: Der preußische Leutnant von Mallwitz erhält den Befehl, mit seinen Männern Schloss Bougival zu besetzen. Während seine Männer in der Mannschaftsstube des Schlosses Quartier beziehen, wird Mallwitz dem Schlossherrn Marquis de Bougival vorgestellt. Der bittet den Hausdiener, seine Tochter Yvonne zu holen, damit sie sich dem Leutnant vorstelle. Yvonne verliebt sich auf den ersten Blick in Mallwitz, der jedoch kein Interesse an ihr zeigt. Zum Essen putzt sie sich heraus, doch erscheint Mallwitz nicht zu Tisch. Während er seine Männer in der Mannschaftsstube aufsucht, um ihre Disziplin zu überprüfen, pflückt Yvonne Blumen, die sie in seinem Zimmer verteilt. Mallwitz weiß nicht, von wem die Blumen stammen, und lässt sie durch einen seiner Soldaten entfernen. Yvonne trifft den Soldaten mit ihren Blumen auf dem Gang des Schlosses und ist vor den Kopf gestoßen.
Wenig später hat sich das Verhältnis zwischen Mallwitz und Yvonne gebessert. Gemeinsam schlendern sie durch das Gewächshaus des Schlosses und flirten miteinander. Als ein Soldat Alarm ausruft, besinnt sich Mallwitz auf seine soldatische Pflicht und lässt Yvonne stehen. Yvonne begibt sich zu Mallwitz’ Lager, wird jedoch von einem Vorposten ruppig am Handgelenk gepackt und am Weitergehen gehindert. Als Mallwitz erscheint, erhofft sich Yvonne von ihm, dass er vor dem Soldaten für sie einsteht, doch weist Mallwitz sie nur zurecht und schickt sie zurück ins Schloss. Sie will sich an ihm rächen und sucht eine Gruppe Freischärler auf. Sie verabredet mit ihnen ein Zeichen, auf das hin sie das Schloss stürmen können. Am Abend vertiefen sich Mallwitz und Marquis de Bougival in ein Gespräch und auch die Soldaten sind müßig. Auf Yvonnes Zeichen hin werden zunächst die Soldaten von den Freischärlern überwältigt. Kurz darauf wird Mallwitz von den Freischärlern gefangen genommen. Vujrat, der Anführer der Freischärler, offenbart Mallwitz, dass Yvonne ihn verraten hat.
Yvonne erkennt wenig später, dass die Freischärler die Hinrichtung Mallwitz’ planen und bereits sein Grab ausheben (Zwischentitel „So war das nicht gemeint.“). Sie versucht nun alles, um Mallwitz zu retten, und bietet sich am Ende Vujrat als Geliebte an, sollte er Mallwitz freilassen. Mallwitz jedoch weigert sich, Yvonnes Opfer anzunehmen. Yvonne eilt nun mit Mallwitz’ Mantel und Mütze verkleidet in das Lager der preußischen Armee. Wenig später reitet sie mit den Soldaten los, um Mallwitz zu retten. Der wird zum Hinrichtungsort geführt und soll gerade von den Freischärlern erschossen werden, als sich zunächst Yvonne in die Schussbahn wirft und wenig später die preußischen Soldaten erscheinen und die Freischärler überwältigen. Mallwitz und Yvonne fallen sich in die Arme. Der tödlich getroffene Vujrat jedoch erschießt mit letzter Kraft Yvonne, die in Mallwitz’ Armen stirbt.

## Produktion
Die Verräterin war nach Der schwarze Traum, Im großen Augenblick, Zigeunerblut und Der fremde Vogel der fünfte Film der Asta Nielsen/Urban Gad-Serie 1911/1912. Er wurde innerhalb einer Woche vermutlich im Sommer 1911 im Bioscop-Atelier in Berlin gedreht. Am Film wirkten unter anderem die Potsdamer Leibhusaren mit. Die Bauten des Films schuf Robert A. Dietrich.
Der Film erlebte am 9. Dezember 1911 seine Premiere. Vom Film sind zwei unvollständige Kopien, im Nederlands Filmmuseum und in der Stiftung Deutsche Kinemathek, bekannt.